# 觀音山事件
觀音山事件是台灣平埔原住民族以武力反抗清朝政府的事件。爆發於1895年1月3日台東直隸州觀音山庄（今花蓮縣玉里鎮觀音山），影響涵蓋今花蓮縣玉里鎮到台東縣池上鄉。
該事件起因於清朝官吏藉大庄事件賠償金之名，橫徵暴斂，又欺凌婦女引起民怨。1月3日，憤怒的平埔族人殺害大庄總理宋梅芳及下羅灣社通事朱某，1月15日，拔仔庄營官吳立貴、花蓮港營官邱光斗率兵進攻，起事的族人不敵而降。之後，清軍又屢藉相同名目強徵錢糧。2月，憤怒的族人再次起事，圍攻新開園營，但被營將劉德杓擊退，族人遂退守璞石閣一帶，築堡壘繼續抵抗。3月，遭受吳立貴、邱光斗的攻擊，族人不得不投降歸順。